# Finger
finger — інфраструктурний сервіс Інтернет.
Це програма, яка призначена для отримання інформації про користувачів локальних та віддалених комп'ютерів: повного імені та телефонів, час останнього входу в систему, поточної активності і т. д. finger стає сервісом Internet у випадку, коли на сервері вводиться псевдокористувач, і, при звертанні за інформацією про нього, користувач отримує не вищеописану технічну інформацію, а інформацію іншого характеру. Наприклад, через finger можна було отримати із перших рук інформацію про статус останніх версій гри Doom та інших продуктів фірми id Software. Через проблеми з безпекою сервіс fingerd більш ніким не надається в мережі. Найзнаменитіші користувачі finger — Джон Кармак з id Software і Джастін Франкель, творець Winamp. У 2005 році Кармак все ж таки перейшов від застарілого «.plan» до нового блогу.